# Cryptocheiridium elgonense
Cryptocheiridium elgonense är en spindeldjursart som beskrevs av Beier 1955. Cryptocheiridium elgonense ingår i släktet Cryptocheiridium och familjen dvärgklokrypare. Inga underarter finns listade i Catalogue of Life.